# Єзежиці (Мисліборський повіт)
Єзежиці (пол. Jezierzyce, нім. Karlshof) — село в Польщі, у гміні Мислібуж Мисліборського повіту Західнопоморського воєводства.
У 1975-1998 роках село належало до Гожовського воєводства.